# 3195 Федченко
3195 Федченко  (3195 Fedchenko) — астероїд головного поясу, відкритий 8 серпня 1978 року.
Тіссеранів параметр щодо Юпітера — 3,280.